# Мюррей, Арчибальд
Арчибальд Джеймс Мюррей (англ. Archibald James Murray; 23 апреля 1860 — 21 января 1945) — британский армейский офицер, участник Первой мировой войны, который командовал египетским экспедиционным корпусом с 1916 по 1917 годы.

## Военная карьера
Мюррей окончил Челтенхэмский колледж и был определён в 27-й пехотный полк (Royal Inniskilling Fusiliers) в 1879 году.
В 1901 году Мюррей был назначен командиром 2-го батальона этого же полка, который в 1902 году был направлен в северный Трансвааль (ныне — территория провинции Лимпопо). Здесь он был ранен и получил орден «За выдающиеся заслуги». После этого занимал несколько штабных должностей.
В 1912 году Мюрей был назначен командиром 2-й дивизии, но когда началась Первая мировая война, он стал начальником штаба при Джоне Френче, главнокомандующем британскими экспедиционными силами. Он получил это назначение в основном потому, что изначальный претендент, Генри Вильсон, стал неугоден по политическим мотивам. Однако Мюрей не ужился с Френчем и покинул пост в январе 1915 года. В феврале 1915 он был назначен представителем имперского Генштаба и затем в сентябре — начальником Генштаба, но через несколько месяцев был заменен Уильямом Робертсоном.

### Восстание в пустыне
В январе 1916 года он стал командиром Египетского Экспедиционного корпуса. Стараясь защитить Суэцкий канал от очередного турецкого нападения, он реорганизовал свои войска и осуществил наступление, в результате которого занял почти весь Синайский полуостров, но был остановлен в Палестине.
Мюррей два раза пытался овладеть Газой (в Первом сражении за Газу и Втором сражении за Газу), но обе попытки не увенчались успехом, после чего его отстранили от командования, назначив на его место более успешного генерала Эдмунда Алленби. Мюррея часто осуждали за нерешительность. Его вообще не очень любили в армии. Именно Мюррей направил Лоуренса организовать арабское восстание против турок и поддержал (только деньгами) нападение на Акабу. Сперва Мюррей скептически смотрел на перспективы восстания, но затем стал горячим сторонником последнего, в основном благодаря аргументам Лоуренса.

## Послевоенная деятельность
В конце войны Мюррей покинул действующую армию и возглавил Олдершотское командование в метрополии. Он уволился из армии в 1922 году и умер в Рейгате (Суррей) в 1945 году.

## В культуре
В фильме «Лоуренс Аравийский» роль Мюррея играл Дональд Уолфит.